# صوفيا الأولى
صوفيا الأولى (بالإنجليزية: Sofia the First) هو مسلسل رسوم متحركة كوميدي أمريكي من نوع الفنتازيا والمغامرة وبتحريك حاسوبي ثلاثي الأبعاد، موجه للأطفال دون سن المدرسة. من إنتاج ستوديوهات والت ديزني للرسوم المتحركة التلفزيونية وشركة تويين أنميشن وشركة تيم تو أنميشن. يستعرض المسلسل مغامرة فتاة عادية من عمر الثامنة تتزوج والدتها من الملك رولاند الثاني، الأمر الذي يؤدي إلى تغير حياتها تمامًا حيث يفرض عليها الأعتياد على الحياة الملكية الجديدة ومواجهة صعوباتها ومخاطرها ومغامراتها. المسلسل من تأليف كريج جيربر، ويستعرض موسيقى من تلحين كيفن كلايش ومايك هايملستن وإيريكا روتشيلد وجون كافانو وريتشارد شيرمان. يأتي المسلسل من إخراج جيمي متشيل مع إخراج مساعدة أستمر لمدة سبع حلقات فقط من لاري ليشليتر. وبأداء صوتي من أرييل وينتر وواين برادي وسارا راميرز وترايفس ويلنجهام، مع أداء صوتي في النسخة العربية من دارين هاني ولمى صبري وشروق الشريف وهاشم هاني. عرض المسلسل لأول مرة في حلقة مدتها الإجمالية نصف ساعة في 11 يناير، 2013، وعرض تجريبيًا لأول مرة على قناة ديزني مع حلقة خاصة أستمرت مدتها ساعة كاملة.
بدأ مسلسل صوفيا الأولى بحلقة تجريبية تحت عنوان صوفيا الأولى: حكاية أميرة. تضمنت الحلقة ظهورًا خاصًا لبعض الشخصيات من فيلم سندريلا ومن العرافات الثلاثة من فيلم الأميرة النائمة كمعلمات. عرض المسلسل بشكل تجريبي بداية من 18 نوفمبر، 2012. بينما بدأ عرض موسمه الأول في 11 يناير، 2013 وأنتهى عرضه في 14 فبراير، 2014، بمجموع من 25 حلقة. وعرض موسمه الثاني في 28 فبراير، 2014 وأنتهى عرضه في 12 أغسطس، 2015 بمجموع من 29 حلقة. بينما عرض موسمه الثالث في 5 أغسطس، 2015، وأنتهى عرضه 31 مارس من العام 2017، بمجموع من 28 حلقة. بينما خطط لعرض موسم رابع مكون من 26 حلقة، تتضمن حلقتين خاصتين تبلغ مدتهما ستون دقيقة، ليبدأ عرضه في 28 أبريل من العام 2017.
تم أقتباس مسلسل تحت عنوان إلينا من آفالور من المسلسل صوفيا الأولى. تم الأعلان عنه لأول مرة في 29 يناير، 2015، بينما عرض في 22 يوليو من العام التالي على قناة ديزني، وعرض باللغة العربية على قناة ديزني الشرق الأوسط في 29 اكتوبر من نفس العام. بالإضافة إلى ذلك تم إعداد فيلم يستضيف شخصيات مسلسل صوفيا الأولى تحت عنوان إلينا وسر الأفالور، الذي عرض في 20 نوفمبر من نفس العام على قناة ديزني، 4 ديسبمر في الشرق الأوسط على قناة ديزني الشرق الأوسط.

## الحكاية
يستضيف مسلسل صوفيا الأولى حكاية طفلة من عمر الثامنة تعيش حياة ريفية طبيعية في قرية عادية ضمن مملكة إنشاسيا، وكيفية تحول حياتها بين ليلة وضحاها من مجرد حياة ريفية إلى حياة ملكة لأميرة بعدما تتزوج والدتها ميراندا بالملك رونالد الثاني -ملك إنشاسيا-، الأمر الذي جعلها أميرة على تلك المملكة ومجبرة على الأعتياد على الحياة الملكية للأميرات بمساعدة من أبن زوج والدتها وإبنته جيمس وأمبر اللذان يساعدانها على الأعتياد على تلك الحياة بالإضافة إلى الأعتياد على إدارة الأكادمية الابتدائية للملكات. وناظرتها الثلاث ريحانة وريانة ومرجانة، المستاضافت من فيلم الأميرة النائمة الكلاسيكي لشركة والت ديزني.

## الأداء الصوتي

### الشخصيات الرئيسية
- أرييل وينتر - صوفيا
- دارسي روز - الأميرة أمبر
- زاك كاليسون/تايلر ميرنا/نكولاس كانتو - الأمير جيمس
- سارا رايمرز - الملكة ميراندا
- ترافيس ويلينغهام - الملك رونالد الثاني
- واين برادي - كلوفر
- تيم جان - بايلي ويك
- أشلي أكستين - ميا
- جيس هارنل - سيدرك

ثانيا:_

### أميرات ديزني
- جينيفير هيل - سندريلا
- ليندا كارلين - ياسمين
- جودي بينسون - أريل
- كايت هيغنس - شفق
- كاثرين فون تل - سنو وايت
- مينغ نا وين - مولان
- ماندي موور - رابونزل
- أنيكا روز - تيانا
- روث كونيل - ميريدا

### الشخصيات الثانوية
- كوكو جرايسن - الأميرة هلديجارد
- هارلي جراهام - الأميرة كليو
- باربارا ديركسون - الملكة سيسلي
- كيث فرجسن - الملك جاريك
- إيريك ستون ستريت - مينيمس
- سابرينا كاربينتر - الأميرة فيفان
- آريل ونتر - صوفيا الأسوأ
- آنا كامب - الأميرة إيفي
- روسيل تايلور - آنسة هجنز

## النسخة العربية
حصل مسلسل صوفيا الأولى والأعمال التابعة له على نسخة مدبلجة إلى اللغة العربية الفصحى. تم إخراج المسلسل حواريًا على يد المخرجة أسماء سمير، والإخراج الغنائي يد المخرجة الموسيقية جيهان الناصر. ترجمة الحوار إيمان النجار ترجمة الأغاني ومعد النص الأستاذ عمرو حسني.
تمت أعمال الدبلجة بستوديوهات مصرية ميديا،  مصر.

### المدبلجة
- دارين هاني - الأميرة صوفيا (حوار)
- شروق صلاح - الأميرة صوفيا (غناء)
- لمى صبري - الأميرة آمبر (حوار)
- حلى صبري - الأميرة آمبر (غناء)، كورال المقدمة
- محمود عامر - سيدريك
- شهيرة فؤاد - الملكة ميراندا (حوار)
- نهى فكري
- إيهاب الشاوي - الملك رولاند
- جهاد أبو العنين - بايلي ويك
- هاشم هاني - الأمير جيمس
- إنجي جمال الدين - بتن
- هشام الجندي - أولاف
- لبنى ونس - شفق
- جاكلين رفيق - مولان، رابونزل، تيانا
- دينا أسكندر - أريل
- داليا فاروق - بل
- آية حمزة - ياسمين (حوار)
- نهى قيس - ياسمين (غناء)
- يارا أبو النضر
- مصطفى البراء
- لمياء سليمان - الأميرة آيفي (حوار)
- أماني صبري
- ياسين سهيل
- يحي سهيل
- نادين أنور
- آية حمزة
- أحمد صلاح
- نهى محمود
- علي محمد
- مروة فرج
- جيهان الناصر - الآنسة نيتل، الأميرة آيفي (غناء)
- نعمت الشرنوبي
- إبراهيم غريب
- أسماء سمير
- آية خميس
- دينا البراء
- زينب مبارك - الجنية ريحانة
- شادية حسني - الجنية ريانة
- جولي فايزي - الجنية مرجانة
- شهاب الدين محمود
- محمد ملك
- نهى محمود
- تقى محمد - كورال القمدمة
- خلود عمر - العنقاء، ميج، ڤيڤيان، لوسيندا، كورال المقدمة
- رضوان صوان
- إلهامي أمين - كلوفر
- أمل أسعد - ساحرة الجبل
- ناريمان نيازي
- مصطفى سمير
- حبيبة حازم - آونا
- محمد مبارك
- وائل شاهين - سفين
- سالي قنديل
- رامي الطمباري - بلانك

## وصلات خارجية
- صوفيا الأولى على موقع IMDb (الإنجليزية)
- صوفيا الأولى على موقع روتن توميتوز (الإنجليزية)
- صوفيا الأولى على موقع نتفليكس (الإنجليزية)
- صوفيا الأولى على موقع قاعدة بيانات الفيلم (الإنجليزية)
- صوفيا الأولى على موقع كينوبويسك (الروسية)
- صوفيا الأولى على موقع ألو سيني (الفرنسية)
- صوفيا الأولى على موقع قاعدة بيانات الفيلم (الإنجليزية)

- صوفيا الأولى ضمن موقع ديزني الشرق الأوسط الرسمي (باللغة الإنجليزية)
- صوفيا الأولى ضمن موقع ديزني الشرق الأوسط الرسمي (باللغة العربية)